# Cité de l'image en mouvement d'Annecy
 (avril 2017).
La Cité de l'image en mouvement d'Annecy (CITIA) est un établissement public de coopération culturelle français qui s’adresse aux professionnels du secteur des industries créatives, aux institutionnels, aux enseignants et au grand public. Elle répond à trois missions : culturelle, économique et formation/recherche. Il est installé dans les bâtiments de l'ancien Grand Séminaire d'Annecy.

## Historique, missions et gouvernance
La ville d'Annecy, le département de la Haute-Savoie, la région Rhône-Alpes et l'État ont souhaité constituer un pôle de compétences et de ressources autour de l'image en mouvement.

### Gouvernance
CITIA, dirigé par Patrick Eveno, est administré par un conseil d'administration de 17 membres. Celui-ci est présidé par Dominique Puthod et constitué de représentants des institutions fondatrices : de la communauté d'agglomération d'Annecy (C2A), du conseil général de la Haute-Savoie, de la région Rhône-Alpes, de l'État, d'un représentant de la ville d'Annecy, de personnes qualifiées et de représentants du personnel. En 2018, Mickaël Marin succède à Patrick Eveno à titre de directeur général de l'organisation.

## Éduquer et former

### Formations
Près de 450 étudiants évoluent dans les 9 formations supérieures dédiées à l'image qui existent en Haute-Savoie. CITIA coorganise ou accompagne ces formations.

### Éducation à l'image
Centre de ressources pour l'éducation à l'image, CITIA a développé des dispositifs destinés aux élèves de l'école primaire jusqu'au lycée, leur permettant de décrypter les techniques de l'image et de l'animation. Elle a également conçu différents outils pour accompagner les enseignants dans leur démarche pédagogique.